# 隠岐神社
隠岐神社（おきじんじゃ）は、島根県隠岐郡海士町に鎮座する神社である。
海士町は隠岐諸島の島前（どうぜん）にある中ノ島を主島とする1町1島の自治体である。社格は旧県社。

## 祭神
- 後鳥羽天皇

## 歴史

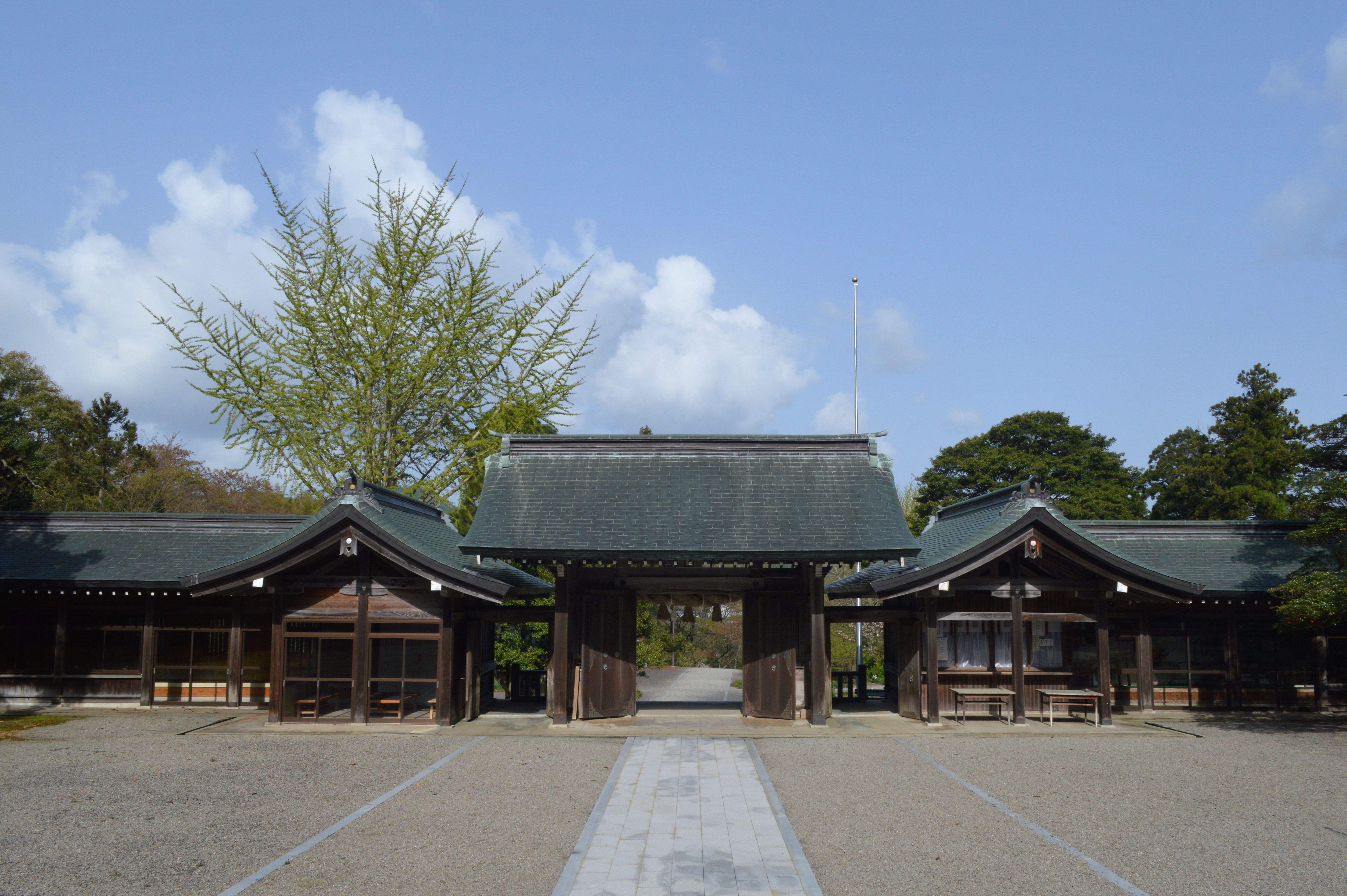
境内

承久3年（1221年）、承久の乱によって隠岐へ配流された後鳥羽天皇（配流時は法皇）は、当地の源福寺を行在所とし、旧在庁官人で海士郡の公文、田荘両職を兼帯した村上氏が身辺警護と監視にあたっていたともいわれている。19年後の延応元年（1239年）2月22日に崩御して同25日に源福寺裏山で火葬にされ、遺灰を埋納して火葬塚を営んだ。万治元年（1658年）、松江藩主松平直政が廟殿を造営し、明治まで維持に努めたが、明治2年（1689年）に廃仏毀釈の影響で源福寺は廃寺（後に復興された）。
海士町後鳥羽院資料館に所蔵される絵図（江戸末期の様子）には、この火葬塚の場所に「後鳥羽院神社」（創建不詳）が描かれており、江戸末期には、島民によりここで祭祀が行われていたといわれている。しかし、1873年（明治6年）、法皇の御霊を大阪府三島郡島本町の水無瀬神宮に奉遷したため、1874年（明治7年）に後鳥羽院神社も取り払われた。なお、神社が取り払われての後も、祭祀が続けられていたといわれる。後に、この神社を中心とした旧源福寺境内地は、後鳥羽天皇の隠岐の御陵「御火葬塚」とされた。
1940年（昭和15年）の紀元二千六百年記念行事の一つとして、島根県が隠岐神社を創建した。1939年（昭和14年）に完成し、1943年（昭和18年）には県社に列せられている。鎮座地は「御火葬塚」に隣接している。
なお、神社が完成した1939年は、法皇の崩御700年に執り行われた「後鳥羽天皇七百年祭」の年でもあった。

## 祭祀

### 神事
- 春の例大祭（4月14日）
- 秋の例大祭（10月14日）

## 社殿
本殿は昭和14年の創祀にあたって造営されたもので、隠岐造の銅板葺である。他に拝殿、祝詞舎、神饌所、祭器庫がある。

## 境内
15,000坪の境内に社殿が並び、参道には桜並木があり、春には花見客が訪れる。隣接して上述御火葬塚がある。また、門前の海士町後鳥羽院資料館（旧称は海士町歴史民俗資料館）には法皇にちなむ品々が陳列されている。

## 文化財
括弧内は指定日。

### 島根県指定
- 太刀（銘来国光）（昭和38年7月2日）

### 海士町指定
- 台子皆具一式（平成9年7月10日）
- 隠岐神社社殿（同上）
- 狛犬（同上） - 内藤伸の作。
- 隠岐神社蔵太刀（同上） - 刀13振（銘池田靖光、貞重、月山源貞一、守次則重、吉原国家、堀井俊秀、佐藤昭則、宗光、満鉄、備後国多幸住政信、源義宗、月山源貞光、梶山清利、太刀1振（銘加藤眞国、祐国、祐弘）、脇差1振（無銘）

## 交通
- 菱浦港から隠岐海士交通バス「明屋海岸」行きに乗車、「隠岐神社前」下車。
- 菱浦港から島根県道317号海士島線、車で15分。